# Ligne 2 du métro d'Incheon
La ligne 2 du métro d’Incheon (en coréen 인천 도시철도 2호선) est la deuxième ligne du Métro d'Incheon. Elle fait partie du réseau métropolitain du métro de Séoul et les correspondances sont gratuites avec les lignes 1 du métro de Séoul et AREX. La conduite des rames est totalement automatisée.

## Situation sur le réseau

Plan du réseau du métro de Séoul (2023)

## Historique

### Chronologie
- 26 juin 2009: début des travaux.
- début 2016: premiers essais
- 30 juillet 2016 : ouverture des 29,2 km et des 27 stations, de la ligne[1].

## Infrastruture

### Stations
Liste des 27 stations de la ligne en service.
| Code | Station                                             | Correspondance | Distance en km | Distance cumulée | Ville   | Arrondissement     |
| ---- | --------------------------------------------------- | -------------- | -------------- | ---------------- | ------- | ------------------ |
|      |                                                     |                |                |                  |         |                    |
| 1201 | Geomdan Oryu (Geomdan Industrial Complex)           |                | -              | 0,0              | Incheon | Seo-gu             |
| 1202 | Wanggil                                             |                | 1,3            | 1,3              | Incheon | Seo-gu             |
| 1203 | Geomdan Sageori                                     |                | 1,4            | 2,7              | Incheon | Seo-gu             |
| 1204 | Majeon                                              |                | 1,1            | 3,8              | Incheon | Seo-gu             |
| 1205 | Wanjeong                                            |                | 0,8            | 4,6              | Incheon | Seo-gu             |
| 1206 | Dokjeong                                            |                | 0,9            | 5,5              | Incheon | Seo-gu             |
| 1207 | Geomam                                              |                | 1,8            | 7,3              | Incheon | Seo-gu             |
| 1208 | Geombawi                                            |                | 0,9            | 8,2              | Incheon | Seo-gu             |
| 1209 | Asiad Stadium (Gongchon Sageori)                    |                | 1,1            | 9,3              | Incheon | Seo-gu             |
| 1210 | Seo-gu Office                                       |                | 0,8            | 10,1             | Incheon | Seo-gu             |
| 1211 | Gajeong (Lu 1 City)                                 |                | 2,2            | 12,3             | Incheon | Seo-gu             |
| 1212 | Gajeong Jungang Market                              |                | 0,8            | 13,1             | Incheon | Seo-gu             |
| 1213 | Seongnam (Geobuk Market)                            |                | 1,2            | 14,3             | Incheon | Seo-gu             |
| 1214 | West Woman's Community Center                       |                | 0,8            | 15,1             | Incheon | Seo-gu             |
| 1215 | Incheon Gajwa                                       |                | 1,1            | 16,2             | Incheon | Seo-gu             |
| 1216 | Gajaeul                                             |                | 1,1            | 17,3             | Incheon | Seo-gu             |
| 1217 | Juan National Industrial Complex (Incheon J Valley) |                | 1,05           | 15,63            | Incheon | Seo-gu Michuhol-gu |
| 1218 | Juan                                                |                | 1,0            | 19,7             | Incheon | Michuhol-gu        |
| 1219 | Citizens Park (Culture Creation Zone)               |                | 1,0            | 20,7             | Incheon | Michuhol-gu        |
| 1220 | Seokbawi Market                                     |                | 1,0            | 21,7             | Incheon | Michuhol-gu        |
| 1221 | Hôtel de ville d'Incheon                            |                | 0,7            | 22,4             | Incheon | Namdong-gu         |
| 1222 | Seokcheon Sageori                                   |                | 0,8            | 23,2             | Incheon | Namdong-gu         |
| 1223 | Moraenae Market                                     |                | 0,8            | 24,0             | Incheon | Namdong-gu         |
| 1224 | Mansu                                               |                | 1,1            | 25,1             | Incheon | Namdong-gu         |
| 1225 | Namdong-gu Office                                   |                | 0,8            | 23,2             | Incheon | Namdong-gu         |
| 1226 | Incheon Grand Park                                  |                | 1,5            | 27,8             | Incheon | Namdong-gu         |
| 1227 | Unyeon                                              |                | 1,3            | 29,1             | Incheon | Namdong-gu         |
|      |                                                     |                |                |                  |         |                    |